# Калькуляція
Калькуля́ція (від лат. лат. calculatio — обчислення) — це обчислення собівартості одиниці продукції, виконаних робіт та послуг, а також заготівельної собівартості матеріальних цінностей та засобів виробництва за елементами витрат.
Калькуля́ція (рос. калькуляция, англ. calculation, accounting; нім. Kalkulation f, Kostenanschlag m, Preisbildung f, Abschätzung f) — розрахунково-вартісна методика бухгалтерського обліку, за допомогою якого обраховується собівартість виробленої продукції, виконаних робіт, наданих послуг, придбаних матеріальних цінностей.
У поняття калькуляції входить сукупність способів, що використовуються для числення собівартості всього випуску і одиниці окремих видів продукції (робіт, послуг) по встановленій номенклатурі витрат, місцю їх виникнення. Калькуляції складають на продукцію основного і допоміжного виробництв щомісячно, за квартал і рік за цільовим призначенням.
Методи калькуляції — це методи розрахунку витрат підприємства, собівартості продукції, об'єму незавершеного виробництва, які базуються на калькуляції витрат. Розрізняють простий, нормативний, позамовний методи калькуляції. 

## Види калькуляції
Залежно від тієї ролі, яку відіграє калькулювання собівартості у
діяльності підприємств і організацій, зокрема їх економічної ролі, наявності
різних показників і видів собівартості та їх призначення у системі економічної
інформації розрізняють різноманітні види калькуляцій. В економічній літературі
донині немає єдиної думки щодо складу класифікаційних ознак, згідно з якими
можна було б їх вивчати.
На практиці застосовуються такі найбільш поширені ознаки, згідно з якими
вони класифікуються. До них слід віднести: Класифікація калькуляцій з метою управління собівартістю:
1. За характером виробництва:
  1. масові (періодичні);
  2. індивідуальні;
  3. проміжні.
2. За часом складання:
  1. попередні (директивні):
    - стандартні (нормативні);
    - кошторисні;
    - планові.

  2. звітні (відображають фактичні витрати).
3. За рівнем охоплення:
  1. галузеві;
  2. повні;
  3. виробничі;
  4. внутрішньогосподарські;
  5. змінних витрат;
  6. технологічні.
4. За властивостями калькуляційного об'єкту:
  1. загальні;
  2. параметричні;
  3. за центрами витрат.

Масові калькуляції складаються за певний період з метою розрахунку собівартості одиниці виробу.
Індивідуальні калькуляції складаються після завершення виробництва окремого замовлення (при позамовному методі).
Проміжні калькуляції складаються на окремі етапи робіт довготермінових контрактів (будівництво, наука).
Директивні калькуляції (попередні) складаються до початку робіт.
Стандартні (нормативні) калькуляції застосовуються з метою встановлення допустимих витрат на виробництво продукції на основі науково — обґрунтованих норм. Нормативні калькуляції складають на основі існуючих норм використання засобів виробництва та робочого часу. Вони відображають досягнутий рівень техніки, технології, організації виробництва і праці. Вони періодично
уточнюються у зв'язку зі зміною норм витрат. Нормативні калькуляції призначені для визначання нормативної собівартості продукції, робіт і послуг. Їх впроваджують на тих підприємствах і організаціях, де налагоджене нормативне господарство і калькуляції складаються на основі чинних норм. Вони служать основою для оперативного контролю за відхиленнями фактичних витрат від установлених нормативів і є діючим засобом управління процесом формування собівартості. Нормативні калькуляції у порівнянні з плановими, на перший погляд, досить подібні між собою, проте між ними є певні відмінності. Планова калькуляція відрізняється від нормативної тим, що вона складається за усередненими нормами за певний період (квартал, рік), а нормативна калькуляція — за чинними нормами за кожний окремо взятий період.
Планова калькуляція складається на основі виробничих норм і дозволяє визначити витрати виходячи з досягнутого рівня організації праці і управління техніки, технології. Планові калькуляції складають на основі прогресивних норм витрачання засобів виробництва та робочого часу й використовують як вихідні дані при встановленні цін. Планові калькуляції складають на основі планових норм витрат у розрахунку не плановий обсяг продукції (робіт, послуг). Вони визначають максимально допустимий рівень витрат на виробництво певної продукції (виконання робіт чи надання послуг) виходячи з досягнутого рівня організації праці і управління, рівня техніки і технології виробництва, масштабів підприємства (організації), їх складу і структури. В основі складання планових калькуляцій лежать затверджені у встановленому порядку виробничі норми використання ресурсів. У плановій калькуляції дістає своє відображення завдання щодо зниження собівартості продукції.
Кошторисна калькуляція застосовується в організаціях, які виконують довготермінові контракти. Вона дає можливість встановити ціну контракту (будівництво, наука і т. д.). Кошторисні калькуляції стосуються нових видів продукції, робіт та послуг для розрахунку відпускних цін. Кошторисні калькуляції складають на основі кошторисних норм витрат використання ресурсів, діючих цін і тарифів, рівня оплати праці, які діють на момент формування кошторису. Залежно від мети вони складаються з усіх видів витрат або лише за їх окремими видами. Кошторисні калькуляції призначені для економічного обґрунтування нового будівництва, розширення і реконструкції діючих підприємств, виробництв, модернізації виробничого устаткування та будівельної техніки, розробки нових технологічних процесів. Вони дають можливість аналізувати структуру витрат на виробництво, визначати прибуток і рентабельність будівельного комплексу. Названі калькуляції лежать в основі формування договірних цін на будівельну продукцію, які передбачаються у договорі генерального підряду, і служать підставою для здійснення розрахункових взаємовідносин замовника (забудовника) з генеральним підрядником.
Звітні калькуляції складаються на основі даних бухгалтерського обліку про фактичні витрати на виробництво.
Галузеві калькуляції показують рівень собівартості однойменної продукції в конкретній галузі. Складаються вище стоячою
організацією.
Повні калькуляції показують витрати на виробництво та збут продукції (застосовуються для встановлення ціни на продукцію, визначення беззбитковості виробництва тощо).
Виробничі калькуляції показують виробничу собівартість продукції.
Внутрішньогосподарські калькуляції складаються на продукцію окремих цехів основного та допоміжного виробництва. Застосовуються для визначення вартості наданих послуг одного цеху іншому.
Калькуляції змінних витрат включають лише змінні витрати на виробництво. Такі калькуляції допомагають визначити маржинальний прибуток.
Технологічні калькуляції складаються на окремі види продукції, вузли, деталі тощо. Вони не включають вартість послуг сторонніх
організацій, вартість купованих напівфабрикатів і комплектуючих виробів тощо (визначається технологічна собівартість — власними силами).
Загальні калькуляції показують собівартість певного виду продукції по підприємству.
Параметричні калькуляції дають уяву про собівартість продукції в розрахунку на одиницю певного параметра (наприклад, собівартість однієї кінської сили, собівартість однієї машино-години роботи обладнання).
Калькуляції складають на кожному підприємстві за встановленим. переліком статей витрат. Розрізняють калькуляції собівартості цехову, виробничу, повну, галузеву тощо. Витрати, пов'язані з виробництвом і збутом (реалізацією) продукції (робіт, послуг), під час планування, обліку і калькулювання собівартості продукції (робіт, послуг) групуються за відповідними статтями.

## Визначення об'єкту калькуляції і калькуляційної одиниці
В процесі числення собівартості продукції треба виходити з чіткого уявлення, що таке об'єкт калькуляції і калькуляційна одиниця.
В обліку об'єктом калькуляції признається продукт виробництва (деталь, вузол, виріб, група однорідних виробів), технологічна фаза (переділ, виробництво), стадія і ін., тобто продукція різного ступеня готовності, види робіт або послуг.
Калькуляційна одиниця є вимірник об'єкту калькуляції. У тому випадку, коли йдеться про готову продукцію, калькуляційна одиниця збігається з одиницею вимірювання, вказаною в планах виробництва в натуральному виразі або в стандартах (технічних умовах) на відповідний вид продукції. В галузях переробної промисловості такого збігу може і не бути. Тут нерідко обліковою одиницею виступає 1 кг продукції, а калькуляційною одиницею — 1 т або 1 ц.
При калькуляції проміжних однорідних продуктів (напівфабрикатів) застосовуються умовні укрупнені калькуляційні одиниці (100 пар взуття, 1000 умовних банок тощо). Вживання укрупнених калькуляційних одиниць дозволяє різко скоротити об'єм аналітичної роботи при складанні планових і звітних калькуляцій.
Основними положеннями по обліку і калькуляції собівартості продукції встановлено типове групування витрат по статтях калькуляції. Вона включає наступні статті:
1. сировина і матеріали;
2. поворотні відходи (віднімаються);
3. вироби що купуються, напівфабрикати і послуги виробничого характеру сторонніх підприємств і організацій;
4. паливо і енергія на технологічні цілі;
5. заробітна платня виробничих робітників;
6. відрахування на соціальні потреби;
7. витрати на підготовку і освоєння виробництва;
8. загальновиробничі витрати;
9. загальногосподарські витрати;
10. втрати від браку;
11. інші виробничі витрати;
12. комерційні витрати.

Витрати по всіх встановлених на даному підприємстві статтях собівартості складуть виробничу собівартість.
Розрізняють планову (кошторисну), нормативну і фактичну (звітну) калькуляцію.
Планова калькуляція визначає середню собівартість продукції або виконаних робіт. На плановий період (рік, квартал) складають їх виходячи з прогресивних норм витрати сировини, матеріалів, палива, енергії, витрат праці, використовування устаткування і норм витрат по організації обслуговування виробництва. Ці норми витрат є середніми для планованого періоду.
Різновидом планових є рахункові калькуляції, які складають на разовий виріб або роботу для визначення ціни, розрахунків із замовниками і інших цілей.
Нормативна калькуляція складається на основі діючих на початок місяця норм витрати сировини, матеріалів і інших витрат (поточних норм витрат). Поточні норми витрат відповідають виробничим можливостям підприємства на даному етапі його роботи. Поточні норми витрат на початку року, як правило, вище за середні норми витрат, закладені в планову калькуляцію, а в кінці року — навпаки нижче. Звідси і нормативна собівартість продукції на початку року, як правило, вище планової, а в кінці року — нижче.
Фактична (звітна) калькуляція складається за даними бухгалтерського обліку про фактичні витрати на виробництво продукції і відображає фактичну собівартість проведеної продукції або виконаних робіт. Вона одночасно характеризує рівень відхилення собівартості, встановленою нормативною і плановою калькуляцією.
Питання калькуляції виникають перед бухгалтером на всіх стадіях кругообігу господарських засобів: в процесі заготовляння сировини і матеріалів, виробництва і реалізації продукції. В найширшому значенні калькуляція є способом систематизації витрат і отримання інформації про собівартість продукту для виявлення резервів підвищення ефективності виробництва і управління цим процесом. Складність питань калькуляції перш за все пов'язана з різноманіттям господарських процесів, що ускладнюються технологічними і організаційними умовами виробництва. Складність калькуляції полягає в тому, що необхідно забезпечити розмежування витрат між закінченими і незакінченими об'єктами, оцінивши брак, побічну продукцію і відходи виробництва.